# Лимбарска Гора
Лимбарска Гора (словен. Limbarska Gora) је насељено место у општини Моравче, Средњесловенска регија, Словенија.

## Историја
До територијалне реорганизације у Словенији била је у саставу старе општине Домжале.

## Становништво
У попису становништва из 2011. године, Лимбарска Гора је имала 118 становника.
| Број становника према пописима | Број становника према пописима | Број становника према пописима |
| ------------------------------ | ------------------------------ | ------------------------------ |
| 1991                           | 2002                           | 2011                           |
| 87                             | 93                             | 118                            |

Напомена: До 1955. исказивано под именом Свети Валентин. Године 1952. повећана за насеља Водице, Глобочица, Змрзлица, Зоре, Плањава, Пристава, Ребер, Хрушке и Шија која су укинута.